# リッチモンドヒル (オンタリオ州)

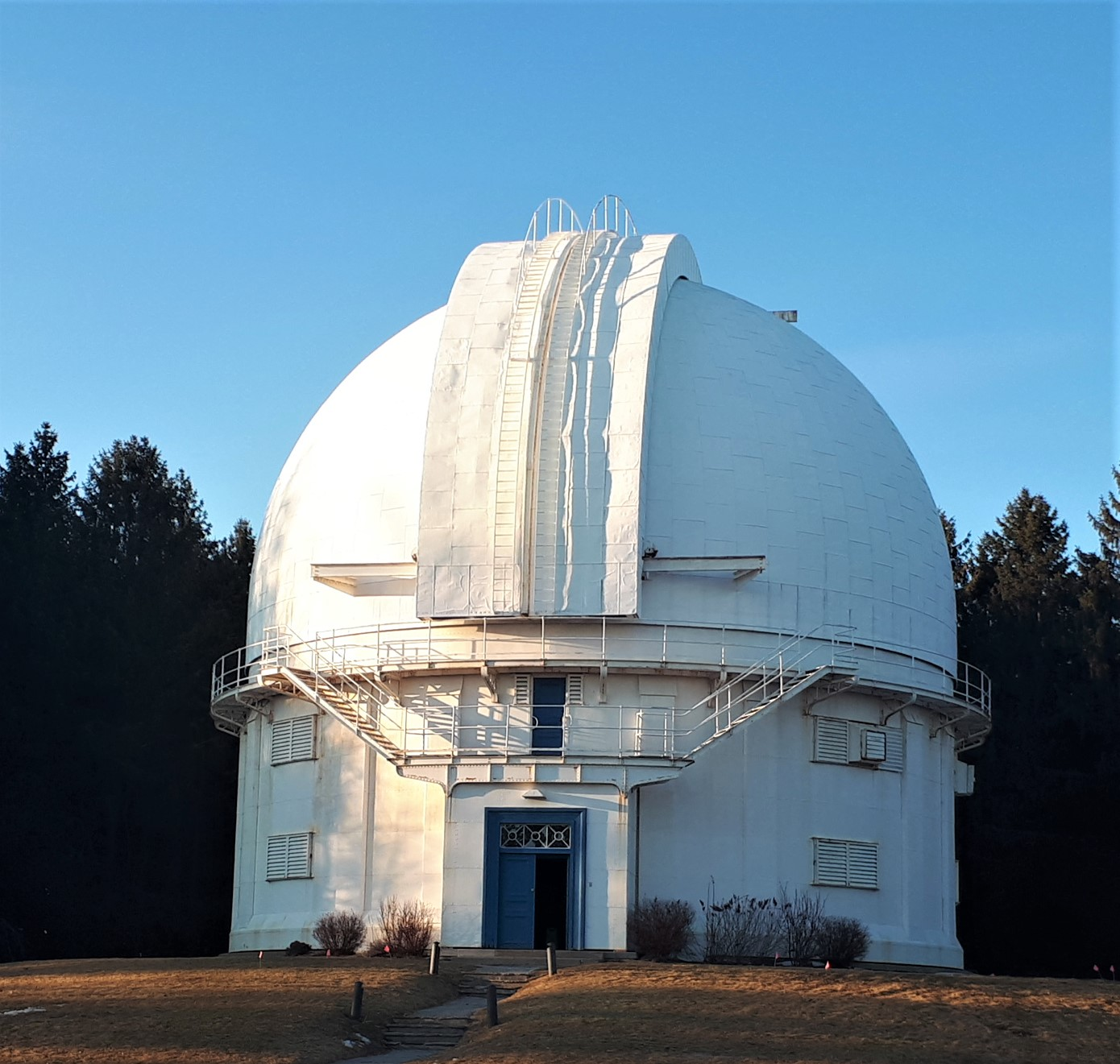
デービッド・ダンラップ天文台, リッチモンドヒル (オンタリオ州)

リッチモンドヒル（英: Richmond Hill）は、カナダのオンタリオ州南部の都市。人口は20万2022人（2021年）。市内には、トロント大学の天文台であるデービッド・ダンラップ天文台がある。

## 地理
グレータートロントエリア (GTA) の一部であり、ヨーク地域の、西のヴォーンと東のマーカムに挟まれている。トロントとシムコー湖の中間に位置する。人口規模に反して町政を敷いていたが、2019年には市に昇格した。1980年代までは農村地帯であったが、1990年以降は人口が急増しトロント都市圏の衛星都市の一つとなった。

### 人口動勢
| 年度   | 人口（人） | 増加率（%） |
| ------ | ---------- | ----------- |
| 2016年 | 195,022    | 5.1         |
| 2011年 | 185,541    | 14.0        |
| 2006年 | 162,704    | 23.2        |
| 2001年 | 132,030    | 29.8        |
| 1996年 | 101,725    | 26.9        |
| 1991年 | 80,142     | -           |

- 増加率は過去5年間の人口増加率を意味する。

リッチモンドヒルは、ブランプトンやヴォーンなどと並び、カナダで最も急速に人口が増加している市の一つである。1990年代に人口が急増し、2016年の人口は195,022人。
民族・文化的に非常に多様であり、1990年代に隣接するマーカムと同じく香港からの富裕層移民を大量に受け入れたために中国系が多く、中国系人口の割合は3割に及ぶ。他に南アジア系、西アジア系など約半数を非白人系住民が60.0%と半数以上を占めている。

## 交通
トロントから伸びるヤング・ストリートが市を南北に貫いている。さらに、市の東端を通る高速道路404号線によりトロントおよびヨーク地域北部と結ばれており、市の南端には高速道路407号線が通っている。市内交通はヨーク・リージョン・トランジット（YRT）が担っている。
鉄道はGOトランジットのリッチモンド・ヒル線によりトロントと結ばれているが本数は少ない。また、トロント地下鉄ヤング・ユニバーシティ線の延伸も計画されている。